# John Beckwith
John Beckwith   (Victoria, 9 de març de 1927 - Toronto, 5 de desembre de 2022) fou un compositor, escriptor, pianista, professor i administrador canadenc.

## Biografia
Nascut a Victoria, Colúmbia Britànica, va estudiar piano amb Alberto Guerrero al Conservatori Superior de Música de Toronto el 1945. Va rebre un Mus.B.(batxillerat musical) el 1947 i un Mus.M. (máster musical) el 1961 de la Universitat de Toronto, Facultat de Música. Del 1950 al 1951, va estudiar amb Nadia Boulanger a París. Va començar a ensenyar a la Facultat de Música de la Universitat de Toronto el 1952. Del 1970 al 1977 va ser degà de la facultat. Va ser director fundador de l'Institut de Música Canadenca de la Universitat de Toronto. Es va retirar el 1990.
Va escriure més de 130 composicions sobre gèneres escènics, orquestrals, de cambra, solistes i corals. El 1987 fou nomenat membre de l'Ordre del Canadà.

## Estudis
El 1945, després de diversos anys estudiant piano al Royal Conservatory of Music (RCM), Beckwith va rebre una beca del "Royal Conservatory", que li va permetre estudiar piano amb Alberto Guerrero a la Universitat de Toronto. Entre els seus altres professors hi havia Leo Smith i John Weinzweig i va ser aquí on va obtenir el seu B.Mus. El 1950 li van concedir una segona beca, aquesta vegada de la "Canadian Amateur Hockey Association". Aquesta beca li va permetre viatjar a París, on va estudiar composició amb Nadia Boulanger.
Va rebre cinc doctorats honoris causa per universitats canadenques; Universitat McGill (Quebec), Universitat Mount Allison (Nou Brunswick), Universitat Queen's (Ontario), Universitat de Victòria (Colúmbia Britànica) i la Universitat de Guelph (Ontario).

## Carrera
Després d'estudiar a París, Beckwith va tornar a Toronto per continuar estudis i es va convertir en actiu com a músic, actor, crític, comentarista de ràdio, escriptor, conferenciant i locutor. El 1952 va tornar a la Universitat de Toronto, però aquesta vegada com a professor a temps parcial a la Facultat de Música. Després va ser nomenat professor a temps complet el 1955. Va romandre en aquest càrrec durant diversos anys i fins i tot va exercir un mandat com a degà de la facultat del 1970 al 1977. Beckwith va ser nomenat el primer professor de música canadenca de Jean A. Chalmers, el primer director de l'Institut de Música Canadenca de la Universitat de Toronto. Es va retirar el 1990 amb plans per dedicar més temps a la composició. Alguns dels seus destacats alumnes són Brian Cherney, Gustav Ciamaga, Omar Daniel, John Fodi, Clifford Ford, Ben McPeek, James Rolfe, Clark Ross, Matthew Davidson i Timothy Sullivan.
Mentre ensenyava, Beckwith va romandre actiu en diverses àrees de la comunitat musical. Va escriure per al Toronto Star del 1959 al 1965 com a crític d'art i articulista i va planejar diversos documentals i sèries musicals per a la ràdio CBC. A partir del 1981, va treballar com a director de la "Canadian Musical Heritage Society", que havia cofundat aquell mateix any. Va preparar dues de les sèries de música composta per canadencs anteriors al 1950 de 25 volums de la societat. El 1986, l'Antologia de la música canadenca incloïa un conjunt de cinc discos de la seva música. "Golden Dog Press" va publicar el 1997 una col·lecció de 25 articles i xerrades musicals sota el títol Music Papers. La Conferència Canadenca de les Arts va atorgar a Beckwith el Diploma d'honor el 1996 i va ser nomenat membre honorari de la "Canadian University Music Society" el 1999.

## Composició
Beckwith va compondre més de 130 grans obres. Tot i que la majoria de les seves obres són escenaris de textos canadencs per a veu, també compta amb moltes composicions per a grups orquestrals i de cambra, a més de peces instrumentals solistes i música coral.
Tot i que algunes de les seves músiques exploren tècniques del segle xx, la majoria de les seves composicions tenen temes que connecten d'alguna manera amb el Canadà històric o regional. Va dedicar gran part del seu temps a crear arranjaments de cançons populars canadencs i n'ha ambientat unes 200, incloent Four Love Songs (1969) i Five Songs (1969–70). La majoria d'aquests es van establir entre els anys 1981 i 1991 durant la seva participació amb "Music at Sharon" (una sèrie de concerts d'estiu a Ontario). Beckwith va col·laborar amb molts escriptors canadencs a l'hora d'establir text per a la veu, inclosos James Reaney, Jay Macpherson, Margaret Atwood i Dennis Lee. La més llarga d'aquestes col·laboracions va ser amb James Reaney.